# Hans Fogh
Hans Marius Fogh (Rødovre, 8 de março de 1938 — Toronto, 14 de março de 2014) foi um dos velejadores competitivos de maior sucesso da história, com dezenas de campeonatos nacionais e internacionais e em diversas classes, incluindo duas medalhas olímpicas.
Ele representou primeiramente a Dinamarca e, nos Jogos Olímpicos de Verão de 1960, conquistou a medalha de prata na classe Flying Dutchman ao lado de Ole Gunnar Petersen. Fogh voltou a competir pelo time dinamarquês nas três edições olímpicas seguintes. Já como representante do Canadá, em sua última aparição olímpica, nos Jogos de 1984, conseguiu o bronze na classe Soling com Stephen Calder e John Kerr. Previsto para trabalhar com jardinagem, como o resto de sua família, Fogh conseguiu um emprego na Elvstrom Sailmakers, onde aprendeu as habilidades de fabricação de velas.